# Idaea fuchsi
Idaea fuchsi là một loài bướm đêm trong họ Geometridae.